# Свети мученици пострадали у Персији
Персијски мученици пострадали у Персији под Шапуром II су били асирски хришћански мученици које је Шапур II од Персије (р. 309–379) убио зато што се нису одрекли своје вере. Укупно их је било неколико хиљада. Као група су запамћени у римском и православном календару. 
Православна црква их помиње 16. фебруара.

## Историјска позадина
Стандардно гледиште о раном хришћанству у Персији је да се оно толерисало све док Константин Велики (р. 306–337) није прихватио хришћанство за званичну религију Источног римског царства. Шапур II је тада постао сумњичав према хришћанима у свом царству, а након што је поражен у рату са Римом наредио је да се хришћанске цркве униште и њихово свештенство погуби. Ово је касније проширено на погубљење свих хришћана. Ово гледиште је засновано на сиријским извештајима о мученицима, али они су можда написани неко време након догађаја и могу представљати само римско гледиште.
Тема Шапуровог прогона хришћана као реакција на Константиново преобраћење појавила се тек за време владавине Теодосија II (р. 402–450) и мора се третирати са извесним скептицизмом. Међутим, нема сумње да је Шапур II жестоко прогонио хришћане од 339. до своје смрти 379. године, а Сиријска мучеништва из 5. века највероватније су биле извор за Созоменов извештај у његовој Црквеној историји и пренете су у грчке преводе.

## Созоменов рачун
Созомен (око  400–450.) је написао у својој Црквеној историји, поглавље 14.  „Понашање и мучеништво Милија епископа, мноштво епископа које је Шапор побио у Персији, поред непознатих појединаца... Укратко ћу рећи да је број мушкараца и жена чија су имена утврђена и који су страдали у овом периоду израчунат на више од шеснаест хиљада, док је мноштво мученика чија имена нису позната била толико велика да су Персијанци , Сиријци и становници Едесе нису успели у свим својим напорима да израчунају број”.